# Žabari (okręg braniczewski)
Žabari (cyr. Жабари) – wieś w Serbii, w okręgu braniczewskim, siedziba gminy Žabari. W 2011 roku liczyła 1174 mieszkańców.